# Patrick Ewing
Patrick Aloysius Ewing, Sr., född 5 augusti 1962 i Kingston på Jamaica, är en amerikansk baskettränare och före detta basketspelare.
1986 blev Patrick Ewing vald till NBA Rookie of the Year. Under sin karriär snittade Patrick Ewing 21 poäng och över 11 returer per match. Han spelade i stort sett hela karriären för New York Knicks, utom de två sista säsongerna då han spelade för Seattle SuperSonics (2000–2001) och Orlando Magic (2001–2002).
När NBA fyllde 50 år, 1996, blev Patrick Ewing utvald som en av NBA:s 50 bästa spelare genom tiderna.

## Landslagskarriär
Patrick Ewing var med och vann OS-guld 1984 och med "Dream Team" 1992.

## Lag

### Som spelare
- New York Knicks (1985–2000)
- Seattle SuperSonics (2000–2001)
- Orlando Magic (2001–2002)

### Som tränare
- Washington Wizards (2002–2003, assisterande)
- Houston Rockets (2003–2006, assisterande)
- Orlando Magic (2007–2012, assisterande)
- Charlotte Bobcats/Hornets (2013–, assisterande huvudtränare)